# 聖喬治 (拉斐爾)
《聖喬治》（Saint George）是義大利文藝復興時期藝術家拉斐爾的一幅小型油畫，創作於約1503年–1505年，目前收藏於巴黎羅浮宮。同一主題的最新版本是華盛頓特區國家美術館的《聖喬治與龍》。

## 主題
這幅畫和同樣小型油畫的《聖米迦勒》（同樣收藏在羅浮宮）一對，在收藏中，它們被放在一起，形成雙聯畫，並用皮革裝訂。路易十四於1661年從紅衣主教朱爾·馬薩林的繼承人手中獲得了它們。
聖喬治有時被認為是藝術家羅馬時期的作品，因為這匹馬類似於卡瓦洛山（奎裡納爾宮）的一匹馬。然而，拉斐爾可以很容易地從達文西一名學生的一幅畫中認識這匹特殊的馬。從這幅畫仍然有些天真和佩魯賈式的風格來判斷，它確實是拉斐爾的早期作品之一，可以追溯到1504年左右。在他生命的最後階段，他畫了一幅巨大的聖米迦勒，這幅作品也收藏在羅浮宮。